# Корф (Камчатский край)
Корф — село (до 1994 года — посёлок городского типа) в Олюторском районе Камчатского края (до 1 июля 2007 года в составе Корякского автономного округа Камчатской области). До разрушения имел население 1,2 тыс. чел. (2007 г).
Расположено на берегу Скрытой гавани и залива Корфа Берингова моря на длинной узкой песчаной косе напротив районного центра Тиличики.

## Топоним
Посёлок получил название по названию залива, который в свою очередь назван в честь Андрея Николаевича Корфа, первого Приамурского генерал-губернатора.

## История
Посёлок был основан 24 августа 1927 года, как база № 5 Корфского рыбокомбината. С 1956 по 1958 годы в акватории бухты Скрытой близ Корфа действовал водный аэродром длиной 1500 метров, куда прибывали гидросамолёты с почтой и пассажирами. Впоследствии в этом месте был построен пирс, куда причаливали катера, плашкоуты и самоходные баржи.
В 1966 году в Корфе было создано государственное охотничье-промысловое хозяйство — Олюторский ГПХ, открылись цех по засолке рыбы-сырца и коптильный цех. Объектом промысла служили лососёвые, навага, корюшка, сельдь. Вместе со становлением рыбокомбината развитие получило животноводство — в центре посёлка до 1960 года действовала ферма КРС, впоследствии вынесенная за пределы Корфа.
В 1970-х гг. в посёлке был построен морской причал и рейд, а также аэропорт, принимающий грузовые (класса Ан-72) и пассажирские (класса Як-40) самолёты из Петропавловска-Камчатского и Паланы, стали осуществляться вертолётные рейсы в близлежащие посёлки района. Между Корфом и Тиличиками было налажено паромное сообщение. Через Корф стала завозиться большая часть продовольствия, горючего и прочих товаров, поставляемых в этот район Камчатки.
В 1980-х гг. из-за особенности своего расположения на косе, когда некоторые улицы Корфа оказывались затопленными водой, поднимался вопрос о ликвидации населённого пункта.
В постсоветское время для Корфа наступили тяжёлые времена, многие жители покинули посёлок. В 1999 году был закрыт Олюторский госпромхоз. Обострились экологические проблемы.

## Разрушение
21 апреля 2006 года Корф был разрушен Олюторским землетрясением магнитудой 7,8. Более 800 семей было эвакуировано. По однозначным оценкам экспертов Института физики Земли населённый пункт для проживания людей не пригоден, так как находится в цунами- и сейсмоопасной зоне, в том числе, в связи со снижением уровня корфской косы над уровнем моря более чем на 1 метр. Жителям стали предоставляться сертификаты для приобретения жилья. Сохранившиеся здания по мере выселения жителей стали специально разрушать.

## Упразднение
10 ноября 2006 года губернатор Корякского автономного округа выступил с инициативой упразднить село Корф. 20 декабря 2006 года был утвержден План мероприятий по закрытию села, однако выселить жителей сразу не удалось. По состоянию на 2008 год Корф был частично восстановлен и там проживало около 400 человек. В декабре 2012 года депутаты поселения приняли решение упразднить муниципальное образование «Село Корф», при этом в посёлке фактически проживало 18 человек. Предполагалось, что когда в селе не останется ни одного зарегистрированного жителя, Корф будет упразднён.
Село Корф было упразднено 4 марта 2013 года а его территория была включена в состав межселенной территории Олюторского муниципального района.

## Современное состояние
В настоящее время в селе остаётся действовать аэропорт, при этом существуют планы по его перенесению в сейсмобезопасную террасу посёлка Тиличики. Однако осуществление проекта не производится из-за отсутствия финансирования.
В селе в уцелевших домах продолжают проживать люди, при этом отмечаются проблемы оставшихся жителей с транспортной, почтовой и телекоммуникационной обеспеченностью, электроснабжением.

## Население
| 1959 | 1970  | 1979  | 1989  | 2002  | 2010 | 2012 | 2013 |
| ---- | ----- | ----- | ----- | ----- | ---- | ---- | ---- |
| 2144 | ↗2317 | ↗3059 | ↗3147 | ↘1530 | ↘289 | ↘268 | ↘219 |
| 2014 | 2015  | 2016  | 2017  | 2018  | 2019 | 2020 | 2021 |
| ↘188 | ↘175  | ↘169  | ↘153  | ↘151  | ↘149 | ↘145 | ↘18  |

## Климат
В Корфе субарктический климат с продолжительной холодной зимой и коротким прохладным летом. Согласно многолетним статистическим данным декабрь один из самых холодных месяцев — средняя температура декабря ниже января на 0,3°C и февраля — на 0,4°C.
| Показатель | Янв.  | Фев.  | Март  | Апр.  | Май   | Июнь | Июль | Авг. | Сен. | Окт.  | Нояб. | Дек.  | Год   |
| --- | ----- | ----- | ----- | ----- | ----- | ---- | ---- | ---- | ---- | ----- | ----- | ----- | ----- |
| Абсолютный максимум, °C | 5,8   | 7,2   | 4,9   | 7,3   | 17,5  | 26,4 | 27,8 | 26,2 | 18,9 | 13,4  | 10,1  | 7,3   | 27,8  |
| Средний суточный максимум, °C | −9,4  | −9,9  | −8,2  | −3,1  | 4,3   | 11,3 | 15,2 | 15,1 | 10,7 | 1,9   | −6,1  | −10   | 1,2   |
| Средняя температура, °C | −13,4 | −13,3 | −11,9 | −6,4  | 1,5   | 8,0  | 12,0 | 12,0 | 7,4  | −1    | −9,1  | −13,7 | −2,3  |
| Средний суточный минимум, °C | −16,8 | −17,3 | −15,6 | −10,1 | −1,5  | 5,0  | 9,2  | 9,1  | 4,4  | −4    | −12,4 | −17   | −5,5  |
| Абсолютный минимум, °C | −40,6 | −36   | −39,5 | −30,1 | −18,5 | −2,3 | 2,4  | −0,4 | −6,4 | −18,8 | −30,7 | −38,7 | −40,6 |
| Норма осадков, мм | 31,8  | 18,1  | 18,8  | 20,1  | 19,6  | 27,2 | 52   | 58   | 46,5 | 44,9  | 37,8  | 25,8  | 401,1 |
| Источник: «Thermo Karelia.Ru». thermo.karelia.ru. Дата обращения: 7 января 2020. «World Climate» (англ.). www.worldclimate.com. Дата обращения: 7 января 2020. |       |       |       |       |       |      |      |      |      |       |       |       |       |